# Оса (фильм)
«Оса́» (англ. Wasp) — короткометражный фильм Андреа Арнольд, снятый в 2003 году и принёсший начинающему режиссёру известность. На церемонии 2005 года фильм был удостоен премии «Оскар» за лучший игровой короткометражный фильм.
Фильм снят в Дартфорде, где родилась сама Андреа Арнольд.

## Сюжет
Действие происходит в британском провинциальном городе в наши дни. Зуи —молодая одинокая мать с тремя маленькими дочерьми и грудным сыном. Они живут в бедности, и знакомые грозятся позвать службу социальной опеки, чтобы она забрала детей у матери. Однажды Зуи выходит из дома со всеми детьми, чтобы поскандалить с матерью девочки, обидевшей её старшую дочь. На обратном пути Зуи неожиданно встречает Дэйва, своего давнего знакомого, который несколько лет отсутствовал, потому что служил в армии. Дэйв узнаёт, что со своим парнем Майком Зуи давно не общается, и предлагает ей встретиться вечером в пабе. Про детей Зуи говорит, что они не её, а она лишь временно присматривает за ними.
Дома Зуи звонит знакомым по телефону, но ей не удаётся найти никого, кто бы посидел с детьми. Дети между тем плачут и просят что-нибудь поесть, и Зуи обещает им в пабе купить картошку фри. Она замечает на окне осу и выпускает её.
Зуи наряжается и с детьми идёт к пабу, но детей оставляет играть на улице, предупредив старшую дочь, что её можно звать только в чрезвычайном случае. Она видит Дэйва, который играет в пул и предлагает ей пока самой купить напитки. Детям Зуи покупает и выносит чипсы и стакан колы, поскольку другой еды в пабе не предлагают. Проходит несколько часов, на улице темнеет, и дочь зовёт Зуи, потому что они хотят есть и пойти домой, однако Зуи говорит, что ей нужно ещё время, чтобы побыть с Дейвом. Между тем Дейв предлагает Зуи уединиться, однако они не могут поехать ни к нему (он живёт с матерью), ни к ней (она обещает ему рассказать позже, почему). Они целуются в машине.
Внезапно раздаётся крик дочерей. Незадолго до этого дети подняли оброненную прохожим порцию свиных рёбрышек и съели их, чем привлекли осу. Прибежавшая Зуи видит, что оса вползла в рот малышу. Она просит: «Только не жаль!» Оса вылезает и улетает. Вышедший из машины Дейв подходит к Зуи и детям.
Через некоторое время Зуи с детьми сидят в машине Дейва и едят купленную им еду. Дейв предлагает отвезти детей домой и там спокойно поговорить.